# Artimpaza chewi
Artimpaza chewi är en skalbaggsart som beskrevs av Carolus Holzschuh 2006.
Artimpaza chewi ingår i släktet Artimpaza och familjen långhorningar. Inga underarter finns listade i Catalogue of Life.